# Intercolonial Railway of Canada
Intercolonial Railway of Canada (ICR) nota anche come la Intercolonial, era una storica compagnia ferroviaria canadese che operò dal 1872 al 1918; in tale anno venne inglobata nella Canadian National Railway.
La ICR fu la prima ferrovia nazionale canadese e la prima importante Crown corporation of Canada; fu una presenza importante nelle colonie marittime dando lavoro a migliaia di persone e un sostegno importante per l'economia con l'acquisto di milioni di dollari in servizi, carbone e altri prodotti locali, con i traghetti a Isola del Capo Bretone, nello Stretto di Canso e con il trasporto della posta.

## Premesse
Sin dagli albori dello sviluppo delle ferrovie nel mondo le colonie dell'alto e del basso Canada (in seguito province del Canada) cercarono di migliorare il trasporto terrestre verso i porti della costa e verso le colonie atlantiche quali la Nuova Scozia, il Nuovo Brunswick e in misura minore, l'Isola del Principe Edoardo e Terranova. Il collegamento ferroviario dall'interno verso le colonie britanniche della costa oltre all'obiettivo commerciale ne aveva anche uno militare in quanto, durante i mesi invernali, le acque del Golfo di San Lorenzo e il fiume San Lorenzo erano ghiacciati rendendo impossibile il trasporto via acqua. Nel periodo 1830-1850 vennero fatti rilievi e studi e individuati alcuni percorsi alternativi tra loro e, di fatto, concorrenti: uno a sud, uno centrale e uno settentrionale. Nel 1849, il maggiore William Robinson si espresse favorevolmente sul percorso a nord in quanto più sicuro in caso di attacco americano. Le richieste di finanziamento rivolte dalle amministrazioni coloniali al governo del Regno Unito ebbero tuttavia scarso riscontro.

## Prime ferrovie nelle singole colonie
Le province costiere ottennero alcune ferrovie già a partire dalla metà degli trenta del XIX secolo con l'apertura dell'Albion Railway, una ferrovia mineraria a servizio dell'estrazione del carbone nella contea di Pictou, in Nuova Scozia. Nel 1850 vennero aperte due importanti linee ferroviarie nelle colonie marittime per collegare le città sulla costa atlantica dello Stretto di Northumberland e del Golfo di San Lorenzo con le rotte dei piroscafi.
La Nova Scotia Railway (NSR) fu costruita in più fasi tra l'area portuale nord atlantica di Halifax e Truro e alla, industrializzata, Contea di Pictou, con i comuni di Westville, Stellarton, New Glasgow, Trenton. Pictou divenne ben presto un porto importante per i traghetti per l'Isola del Principe Edoardo. L'NSR costruì anche a nord-ovest la Halifax-Windsor, porto sulla Baia di Fundy e accesso all'entroterra agricolo della valle di Annapolis in Nuova Scozia.
La European and North American Railway (E & NA) nacque con lo scopo di estendere la rete ferroviaria della Nuova Inghilterra verso est attraverso le colonie marittime fino a un porto libero dai ghiacci e prossimo alle rotte marittime per l'Europa; la prima parte della linea fu costruita tra la città portuale di Saint John (Nuovo Brunswick), nella baia di Fundy, alla città portuale di Shediac nello Stretto di Northumberland. La linea Saint John-Shediac fu inaugurata il 20 agosto 1857; altre società costruirono tratte diramate colleganti Saint John ad ovest, attraverso il Maine, alla rete della Nuova Inghilterra, ma la E & NA non raggiunse mai alcun porto della Nuova Scozia.
Per più di un ventennio non fu costruito alcun altro collegamento ferroviario tra le colonie marittime e le provincie interne del Canada. In campo ferroviario dal 1850 fu dominante, per il Centro Canada, la Grand Trunk Railway (GTR) che, orientata al massimo profitto, aveva però scelto il porto atlantico di Portland negli Stati Uniti d'America (Maine). Lo scoppio della guerra civile americana e l'instabilità geopolitica conseguente accentuò le richieste di una ferrovia "intercoloniale" che liberasse le colonie dall'insicurezza degli eventi ma solo nel 1867, nel British North America Act fu inserito, alla sezione 145, un disposto formale che prevedeva la costruzione della Ferrovia Intercoloniale:
(s. 145) "Nella misura in cui le province del Canada, Nuova Scozia, Nuovo Brunswick hanno concordato in una dichiarazione che la costruzione della ferrovia Intercoloniale è essenziale per il consolidamento dell'Unione del Nord America britannico, e col parere conforme di Nuova Scozia e Nuovo Brunswick, hanno quindi convenuto che è opportuno prevedere la sua costruzione immediata da parte del governo del Canada. Pertanto, al fine di dare attuazione a tale accordo, è dovere del governo e del Parlamento del Canada provvedere l'avvio, entro sei mesi dopo l'Unione, di una ferrovia che colleghi il fiume San Lorenzo, con la città di Halifax in Nuova Scozia, e la costruzione della stessa, senza intromissioni e il completamento della stessa con la massima celerità possibile".

## Nasce la Intercoloniale

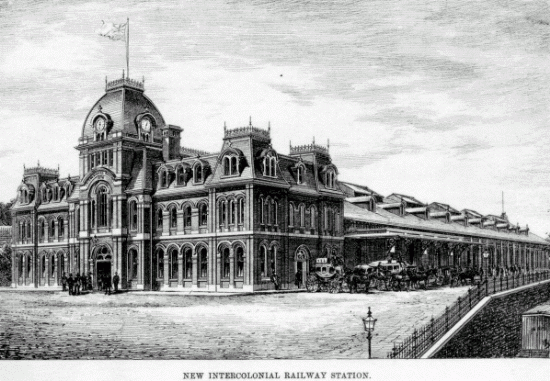
Stazione North Street di Halifax della Intercolonial (1878)

Ciononostante sarebbe passato ancora un altro decennio prima di vedere le realizzazioni del progetto. Come inizio, il governo federale assunse l'attività della NSR e della E & NA, che in seguito sarebbero state assorbite nella International. Il governo poi incaricò l'ingegnere Sandford Fleming della direzione dei lavori del progetto ICR mentre, la maggior parte del lavoro di costruzione fu offerto a imprenditori locali con la supervisione di un gruppo di ingegneri del team di Fleming ma interferenze politiche e negligenze (o incompetenza) degli imprenditori fecero lievitare i costi su alcuni dei contratti, costringendo Fleming ad assumere direttamente l'incarico come contraente. Il maggior caso di superamento dei costi causato da interferenze politiche avvenne durante la costruzione del tratto di nuova linea tra il tracciato NSR a Truro e quello E & NA vicino Moncton che provocò anche diverse deviazioni dal percorso più diretto:
- da Debert (Nuova Scozia) alla Wentworth Valley, fu costruito il percorso tortuoso conosciuto come "The Grecian Bend" attraverso la comunità mineraria di ferro di Londonderry in Nuova Scozia sul versante meridionale delle Cobequid Mountains[5]. Fu necessario un viadotto in ferro per attraversare il fiume Folly allungando di 5 km a causa della deviazione;
- da Oxford ad Amherst, per passare vicino alla comunità di minatori di carbone di Springhill lungo il versante settentrionale dei Monti Cobequid;
- la sezione che va dal confine interprovinciale del fiume Missaguash, vicino alla città di Amherst, a Moncton fu deviata verso ovest seguendo la valle del fiume Memramcook per servire il paese di Dorchester su insistenza di un politico influente, Albert James Smith[5].

A onore di Fleming va detto che insistette su una elevata qualità nella progettazione del percorso, con rilevati di diversi metri più in alto rispetto al suolo circostante, per evitare l'accumulo di neve, l'uso di ponti in ferro sui torrenti e sui fiumi piuttosto che le più economiche strutture in legno che molte ferrovie del tempo usavano. Decisione rivelatasi lungimirante quella dei ponti che evitò in numerose occasioni, nei primi anni, la loro distruzione in caso di incendio boschivo. La tipologia di costruzione della Intercolonial la rese la più grande opera pubblica del Canada del XIX secolo. 
Le aperture avvennero:
- da Truro ad Amherst a fine 1872. Il maggior ostacolo fu l'attraversamento delle Cobequid Mountains passando per la Wentworth Valley;
- da Rivière-du-Loup a Sainte Flavie (poi Mont-Joli) nel mese di agosto 1874; tale parte del percorso corre interamente nella bassa valle del fiume San Lorenzo;
- uno dei principali ostacoli fu il rilevato da costruire tra i rami nord-ovest e il sud-ovest del fiume Miramichi River nei pressi della loro confluenza a Newcastle;
- da Moncton a Campbellton (Nuovo Brunswick) nel 1875;
- da Campbellton a Sainte Flavie il 1 luglio 1876. Il principale problema da risolvere fu l'attraversamento della valle del fiume Matapedia con lo scavo di profonde trincee che si rivelarono un grosso problema durante i mesi invernali per lo sgombero della neve accumulata in alcune di queste aree risolto solo in seguito;

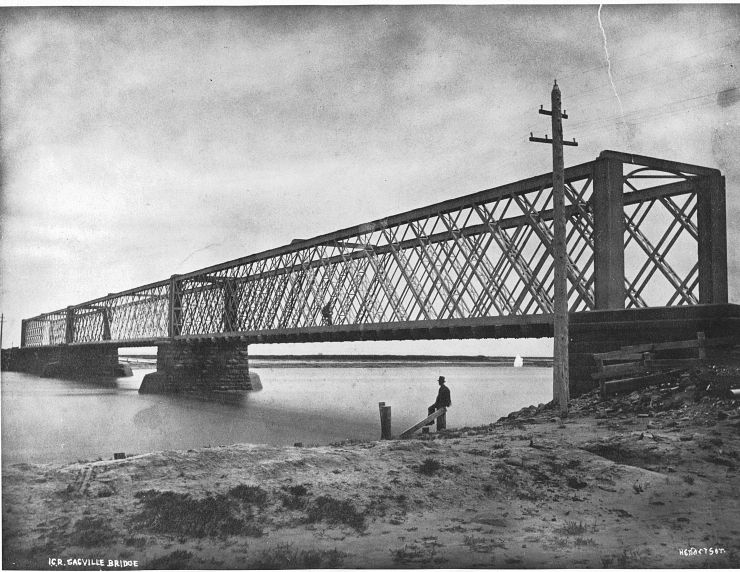
Costruzione di viadotto in ferro nei pressi di Sackville, 1875

La costruzione di ICR inizialmente era prevista a scartamento largo per compatibilità con le altre ferrovie delle colonie britanniche nordamericane (NSR e E & NA, come pure il collegamento occidentale alla GTR a Rivière du Loup) che adottavano il cosiddetto scartamento irlandese. Prima che fosse completata la costruzione, nel 1875, Fleming ne decise l'armamento a scartamento normale seguendo il processo in atto di standardizzazione delle ferrovie statunitensi e canadesi.

## Espansione della Intercoloniale
Nel 1879, ICR acquistò la linea di GTR tra Rivière-du-Loup e Lévis.

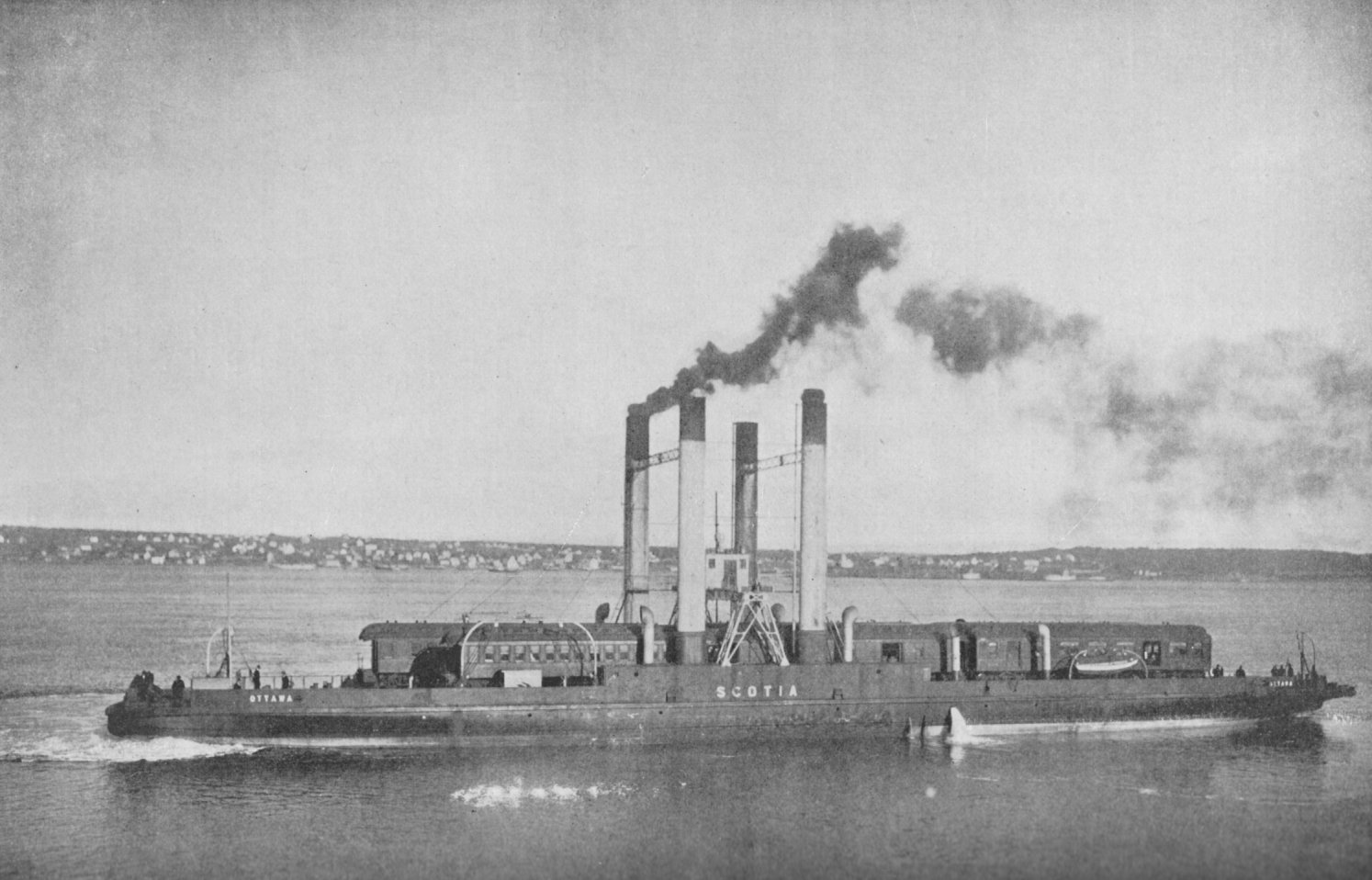
Traghetto Scotia sullo Stretto di Canso

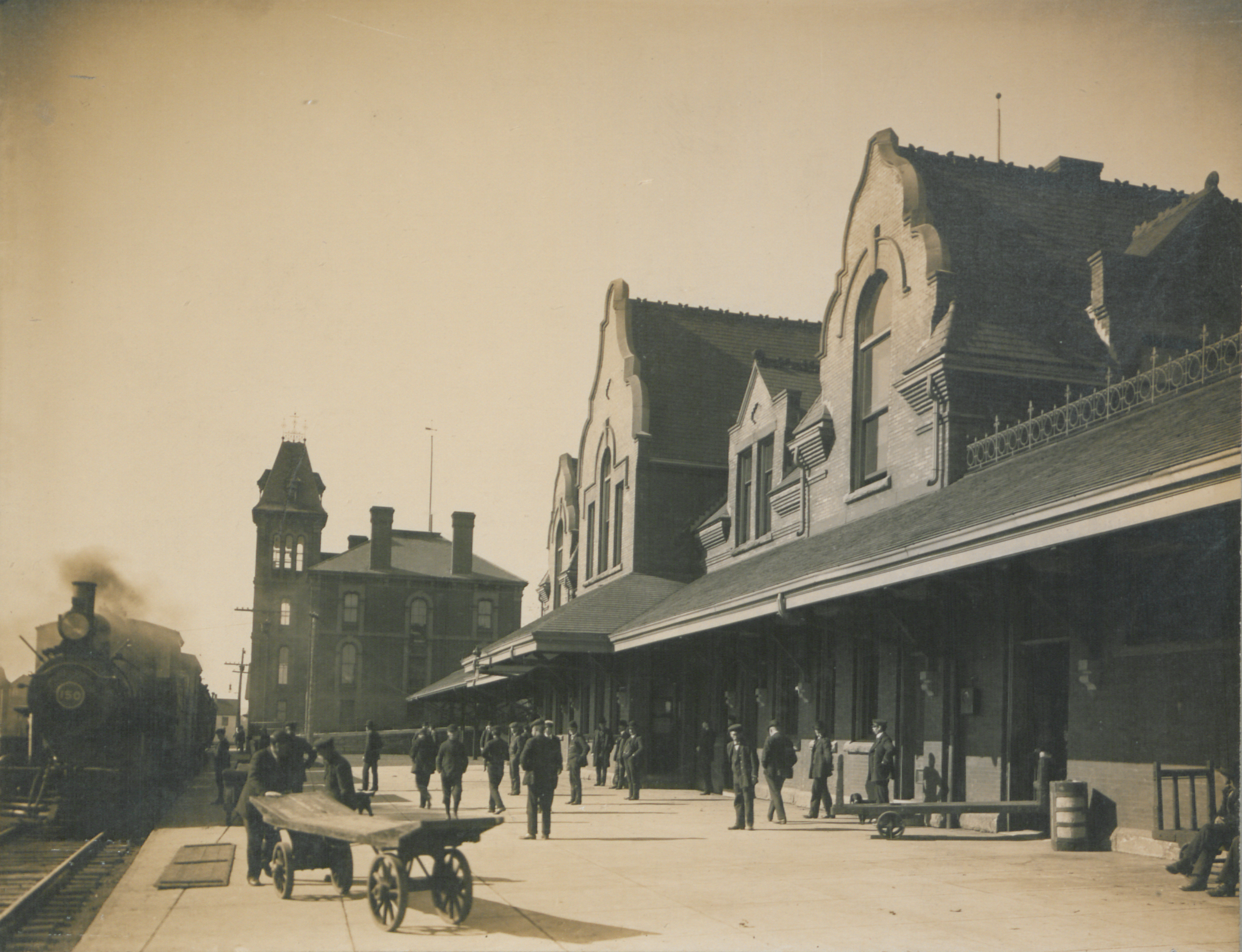
Stazione di Pictou nel 1909

Alla fine degli anni 1880, ICR ottenne i diritti di transito sulla linea principale della GTR tra Levis e Montreal (via Richmond, che consentiva ai passeggeri e alle merci provenienti dalle colonie marittime 
di raggiungere la grande città senza rottura di carico. 
Nel 1884, ICR costruì una diramazione dalla linea principale a est di Campbellton a servizio del porto e dell'industria forestale della città di Dalhousie, nel Nuovo Brunswick.
Nel 1887 ICR riprese e completò la costruzione di una linea da Oxford Junction, lungo la costa della Nuova Scozia a Stellarton, sullo Stretto di Northumberland. 
La linea nota come "Short Line" creava un percorso alternativo per i treni della ICR provenienti dal Nuovo Brunswick e diretti alla contea di Pictou e l'Isola di Cape Breton.
Nel 1890, ICR completò la costruzione della cosiddetta Extension Railway Eastern Cape Breton con una linea che partendo dall'antico capolinea NSR a New Glasgow correva verso est e Antigonish fino al porto di Mulgrave dove fu istituito un servizio di traghettamento dei vagoni attraverso lo Stretto di Canso per Point Tupper. 
La linea poi si dirigeva verso est e il centro dell'Isola di Cape Breton, attraversando il Bras d'Or Lake sul ponte Grand Narrows di nuova costruzione, continuando fino al porto di North Sydney (Maine), (con collegamenti di traghetto e nave a vapore verso Channel-Port aux Basques e terminando nel centro industriale e portuale di Sydney (Canada).

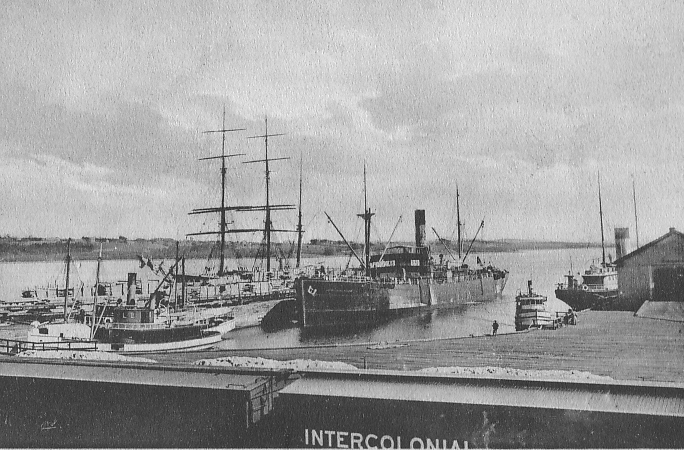
Carri merci della ICR sulle banchine di Pictou, Nuova Scozia, intorno al 1912.

Nel 1897 il Dipartimento dei Lavori pubblici acquistò la Drummond County Railway da James Naismith Greenshields e la inserì nella rete ICR per creare un percorso diretto da Sainte-Rosalie (a est di Saint-Hyacinthe, dove incontrava la linea principale GTR) a Lévis. Dopo tale acquisto la ICR smise di utilizzare la linea della GTR, via Richmond.
Nel 1904 ICR acquisì la Canada Eastern Railway connettendola con l'area di Fredericton.
Moncton divenne il quartier generale della società; vennero costruiti negozi e strutture di cantiere e una grande stazione in grado di competere con la stazione di McAdam della Canadian Pacific Railway. 
La ICR con i suoi contratti di trasporto merci sovvenzionati incentivò la rivoluzione industriale delle città marittime rivelandosi l'ideale sistema di trasporto del minerale grezzo di ferro e di carbone alle acciaierie di Trenton e Sydney e per la commercializzazione dei prodotti finiti e dei semilavorati. Sorsero in virtù di ciò fonderie, fabbriche e varie industrie lungo le principali linee e diramazioni ferroviarie della ICR in Nuova Scozia e in Nuovo Brunswick.

## La ICR e la prima guerra mondiale
Allo scoppio della prima guerra mondiale la ICR, unico operatore di collegamento ferroviario al porto di Halifax, fu coinvolta interamente a sostegno degli sforzi bellici canadese e britannico. Halifax crebbe a dismisura in particolare quando la Germania iniziò ad usare i sottomarini obbligando la Royal Canadian Navy e la Royal Navy ad istituire l'uso di convogli scortati a protezione delle navi da carico. L'ICR ampliò gli organici e le attrezzature per sopportare l'aggravio del trasporto di forniture militari dal Canada centrale fino alla costa atlantica. Dopo il 1915, la ferrovia iniziò ad operare ufficialmente sotto il nome di Canadian Government Railways pur se definita ancora come la Intercolonial.
Altrettanto importante fu la linea di Cape Breton utilizzata dal più grande operatore privato in Canada, il Dominion Steel and Coal Company produttore di grandi quantità di acciaio e carbone per lo sforzo bellico, per i trasporti verso ovest ad altri centri industriali. Il 6 dicembre 1917 una terribile esplosione gettò nel caos con gran parte delle infrastrutture della ICR alla periferia nord di Halifax; la stazione North Street fu gravemente danneggiata oltre alla Richmond Yard e i terminali di imbarco distrutti o inutilizzabili. Centinaia di carri merci furono distrutti oltre a decine di carrozze passeggeri e veicoli ospedale militari pesantemente danneggiati. Banchine e strutture di trasporto furono comunque ricostruiti rapidamente per il servizio di guerra, ICR riparò la Stazione North Street ma il servizio passeggeri fu trasferito su un nuovo capolinea sud nel gennaio del 1919.

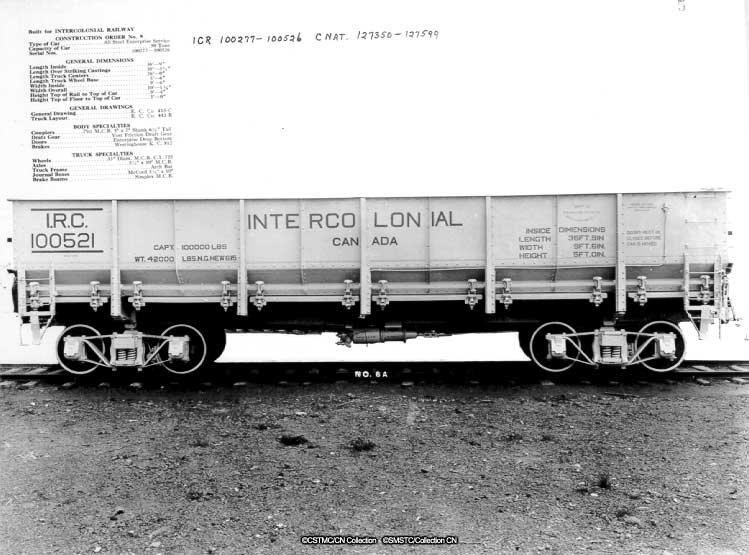
Carro merci Intercolonial (self-dumping car) in Nuova Scozia, nel 1916.

## Accorpamenti e nazionalizzazione: nasce Canadian National Railway
Nel 1915 ICR, le compagnie di proprietà federale National Transcontinental Railway (NTR) e Prince Edward Island Railway (PEIR) e altre linee minori in bancarotta o già "defunte" del Nuovo Brunswick, furono temporaneamente raggruppate sotto l'unico nome di Canadian Government Railways (CGR) ai fini amministrativi e al finanziamento, ma ogni azienda continuò ad operare indipendentemente. Il 6 settembre 1918 fu nazionalizzata anche la Canadian Railway Nord (CNOR) in fallimento. Un consiglio di amministrazione nominato dal governo fu incaricato provvisoriamente di assumere il controllo del sistema ferroviario CGR.
Il 20 dicembre 1918, il governo federale su disposizione dal Queen's Privy Council for Canada consolidò la gestione delle varie aziende creando infine Canadian National Railway.
Un altro sistema ferroviario occidentale in bancarotta, il Grand Trunk Pacific Railway (GTPR), fu nazionalizzato il 7 marzo 1919 e incorporato nelle CNR il 12 luglio 1920; la GTR, che controllava la GTPR, fu nazionalizzata il 21 maggio 1920 e infine inclusa nel sistema CNR il 30 gennaio 1923.
Durante i suoi 42 anni di vita (1876-1918) la ICR era cresciuta fino ad assumere una posizione di monopolio. Alla sua scomparsa, nel 1918, le sue strutture divennero la struttura operativa ferroviaria nazionale più importante delle colonie marittime.

## Le linee ex ICR tra chiusure e valorizzazioni storiche
Fino alla fine degli anni 1970, la linea ex-ICR attraverso il nord del Nuovo Brunswick e del Quebec orientale continuò a ospitare una gran parte del traffico merci e la maggior parte del traffico passeggeri di Nuova Scozia, Isola del principe Edoardo e Terranova. Nel 1976 venne costruita una bretella di 30 km da Pelletier (Quebec) a un punto della ex linea principale ICR ad ovest di Rivière-du-Loup, eliminando 200 km di tracciato montuoso; in seguito a ciò la maggior parte del traffico merci delle "Marittime" venne spostata sulla linea ex-NTR nell'area centrale del Nuovo Brunswick, declassando a secondaria la linea ex ICR.
Nel 1993 la linea ex ICR da Truro a Sydney fu venduta all'operatore di linea Cape Breton and Central Nova Scotia Railway nel 1993.
Nel 1995, in seguito alla privatizzazione delle ferrovie canadesi, fu intrapreso un programma di razionalizzazione che rese ridondante la linea ex IRC tra Moncton e Rivière du Loup, insieme al suo tracciato sulla penisola Gaspé, vendendola infine nel 1998 all'operatore di linea Quebec Railway Corporation. 
Un breve tratto sul lungomare di Lévis fu abbandonato il 24 ottobre del 1998 in seguito al riassetto della rete; di conseguenza la circolazione della linea principale NC tra Charny e la fine est di Levis venne deviata sull'ex tracciato NTR.
La linea principale ex-ICR da Sainte Rosalie per Charny e il terminale est della Lévis-Rivière du Loup, così come le linee ex ICR Moncton-Saint John e Moncton-Halifax rimasero in funzione sotto le CN. 
In seguito alla sostituzione o alla ristrutturazione dei ponti e del tracciato risalente al XIX secolo, la quasi totalità della rete di Sandford Fleming continua ad essere in funzione.
Lo storico treno passeggeri "Ocean Limited" tra Halifax e Montreal continua ad essere effettuato dalla società ferroviaria pubblica VIA Rail sull'intero percorso della Intecolonial eccetto il tratto costiero di Levis.
Varie stazioni, tra le quali Lévis e Pictou, sono state designate quali siti nazionali di interesse storico del Canada, come pure la Joffre Roundhouse costruita da ICR a Charny (Quebec).

## Servizi passeggeri della Intercolonial

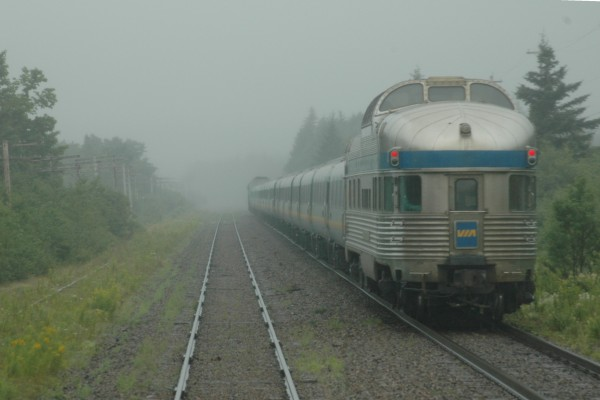
Treno Ocean Limited nel 2005

I treni passeggeri della ICR operarono sulle seguenti linee principali: 
- Halifax-Truro
- Truro-contea di Pictou-Sydney
- Truro-Moncton
- Saint John-Moncton
- Moncton-Newcastle-Bathurst-Campbellton-Rivière du Loup-Lévis-Montreal

Alcuni dei treni passeggeri più importanti avevano un nome: tra questi i principali erano lo Scotian, il Maritime Express e il più duraturo Ocean Limited. I treni passeggeri ICR erano collegati anche con servizi di piroscafo coincidenti a Prince Edward Island, a Shediac e a Pictou, con navi a vapore per il Quebec a Pictou, con piroscafi per gli Stati Uniti d'America e per l'Europa ad Halifax e a Saint John, con traghetti all'Isola di Cape Breton, e con nave a vapore della Newfoundland Railway per Terranova, a North Sydney.